# Joe Niekro
Joseph Franklin „Joe“ Niekro (* 7. November 1944 in Martins Ferry, Ohio; † 27. Oktober 2006 in Tampa, Florida) war ein  US-amerikanischer Baseballspieler in der Major League Baseball (MLB) auf der Position des Pitchers.
Joe Niekro ist mit 221 Siegen in 22 Profi-Jahren einer der erfolgreichsten Pitcher in der Geschichte der MLB, der hauptsächlich mit dem Knuckleball arbeitete. 1979 gehörte er dem National League All-Star-Team an. Sein älterer Bruder Phil Niekro war ebenfalls ein hervorragender Knuckleballer.
Niekro sorgte 1987 ungewollt für einen der lustigsten Fauxpas in der MLB-Geschichte, als ein argwöhnischer Referee ihn aufforderte, seine Hosentaschen zu leeren. Niekro warf „entrüstet“ die Hände hoch, als ihm dummerweise eine Nagelfeile und ein Stück Sandpapier herausfielen, mit denen er illegalerweise den Baseball anschmirgeln wollte. Er wurde hierfür für zehn Spiele gesperrt und parodierte sein Missgeschick später in der Show Late Night With David Letterman.